# Bad Rothenfelde
Bad Rothenfelde (bis 1905 Rothenfelde) ist ein Kurort und Heilbad im Süden des Landkreises Osnabrück in Niedersachsen.

## Geographie

### Geographische Lage
Bad Rothenfelde liegt wenige Kilometer südlich des Teutoburger Walds am Übergang zu Ostwestfalen und im Städtedreieck Bielefeld, Münster und Osnabrück. Höchste Erhebung ist der Kleine Berg (208 m) an der westlichen Gemeindegrenze.

### Gemeindegliederung
Zu Bad Rothenfelde gehören die Ortsteile Aschendorf und Strang.

### Nachbargemeinden
Bad Rothenfelde grenzt im Westen an Bad Laer, im Norden an Hilter am Teutoburger Wald, im Osten an Dissen am Teutoburger Wald sowie im Süden an die nordrhein-westfälische Stadt Versmold im Kreis Gütersloh.

## Geschichte

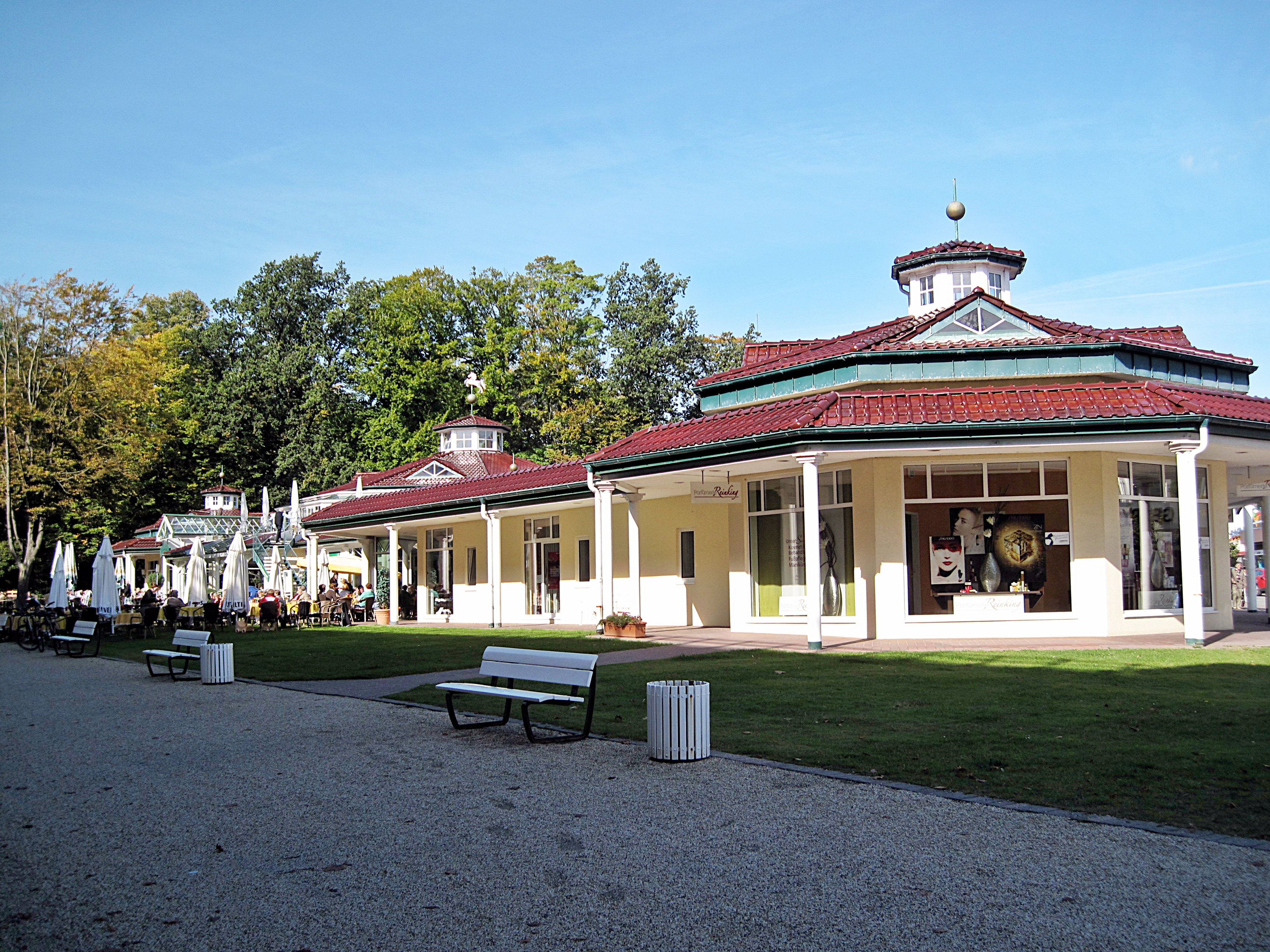
„Galerie am Alten Gradierwerk“

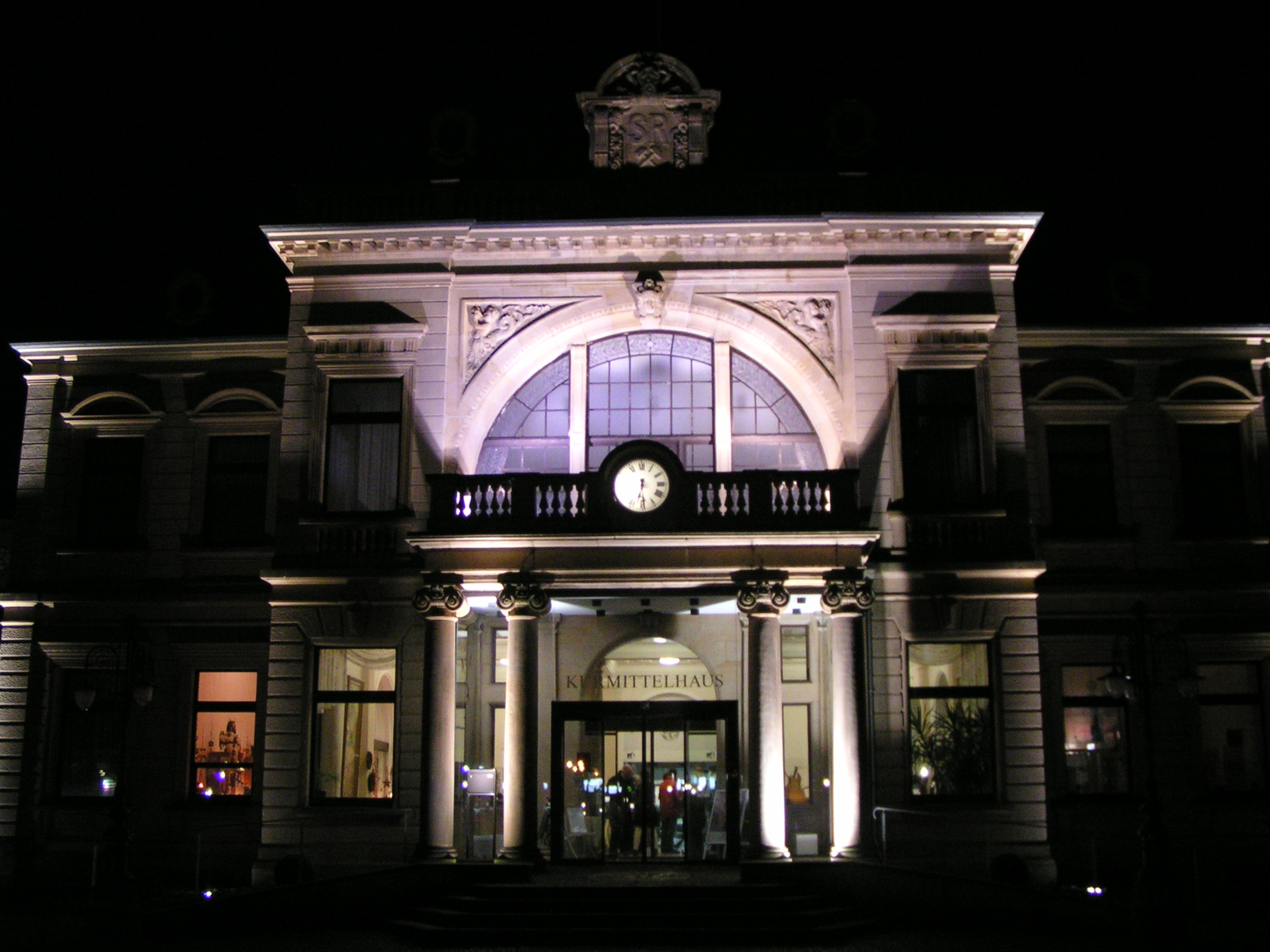
Kurmittelhaus

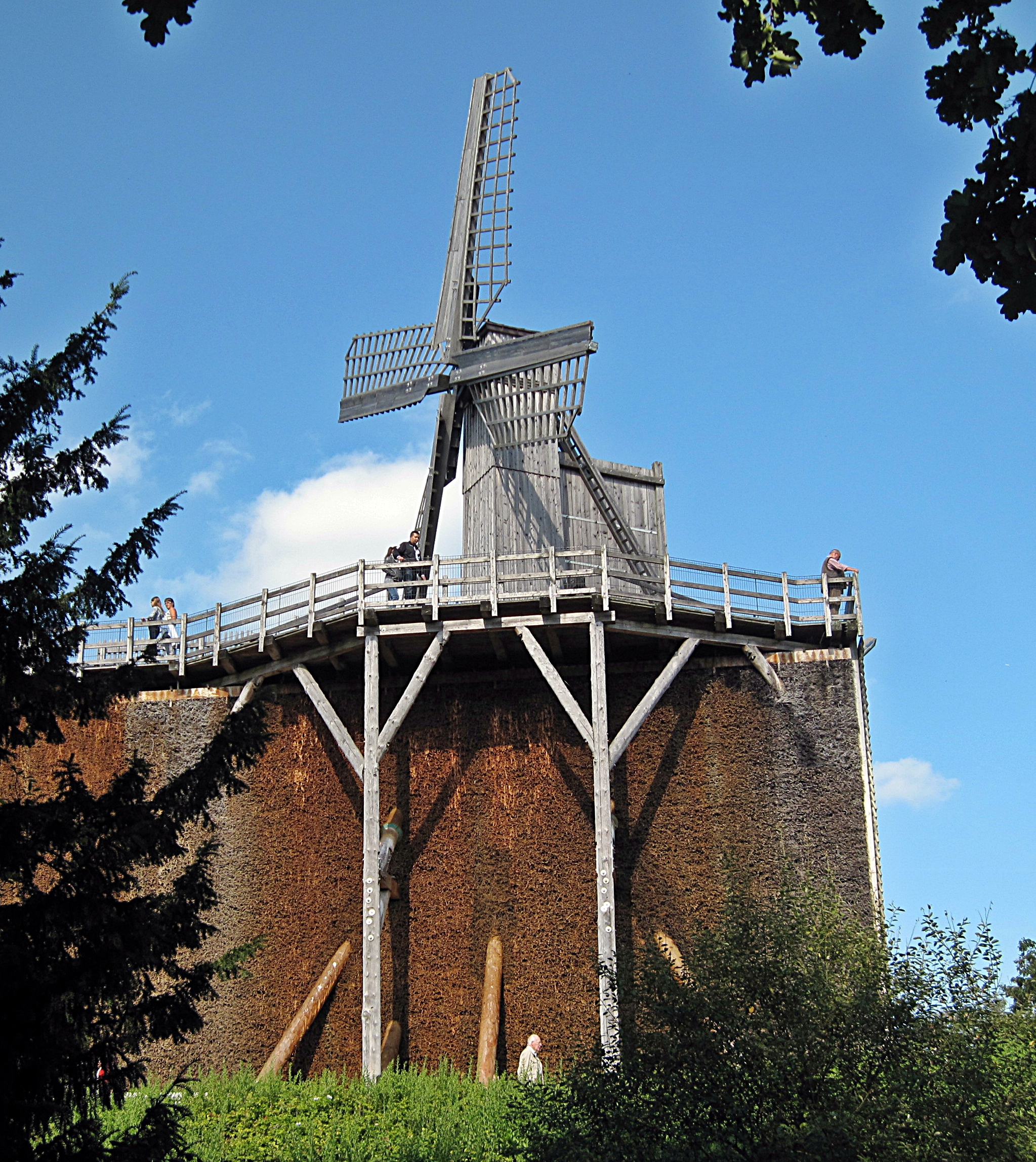
Windmühle am Neuen Gradierwerk

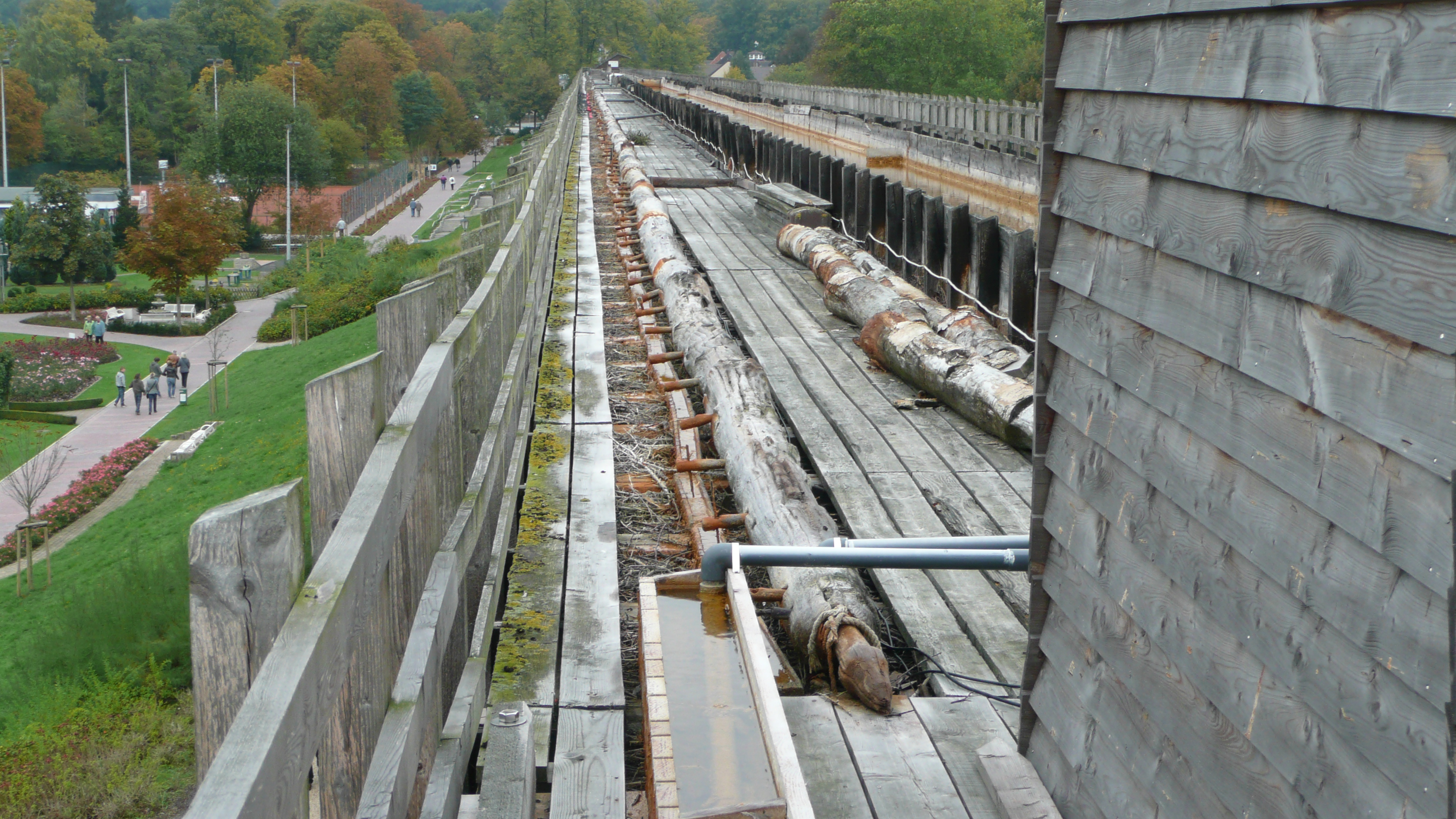
Soleleitungen oben am Gradierwerk

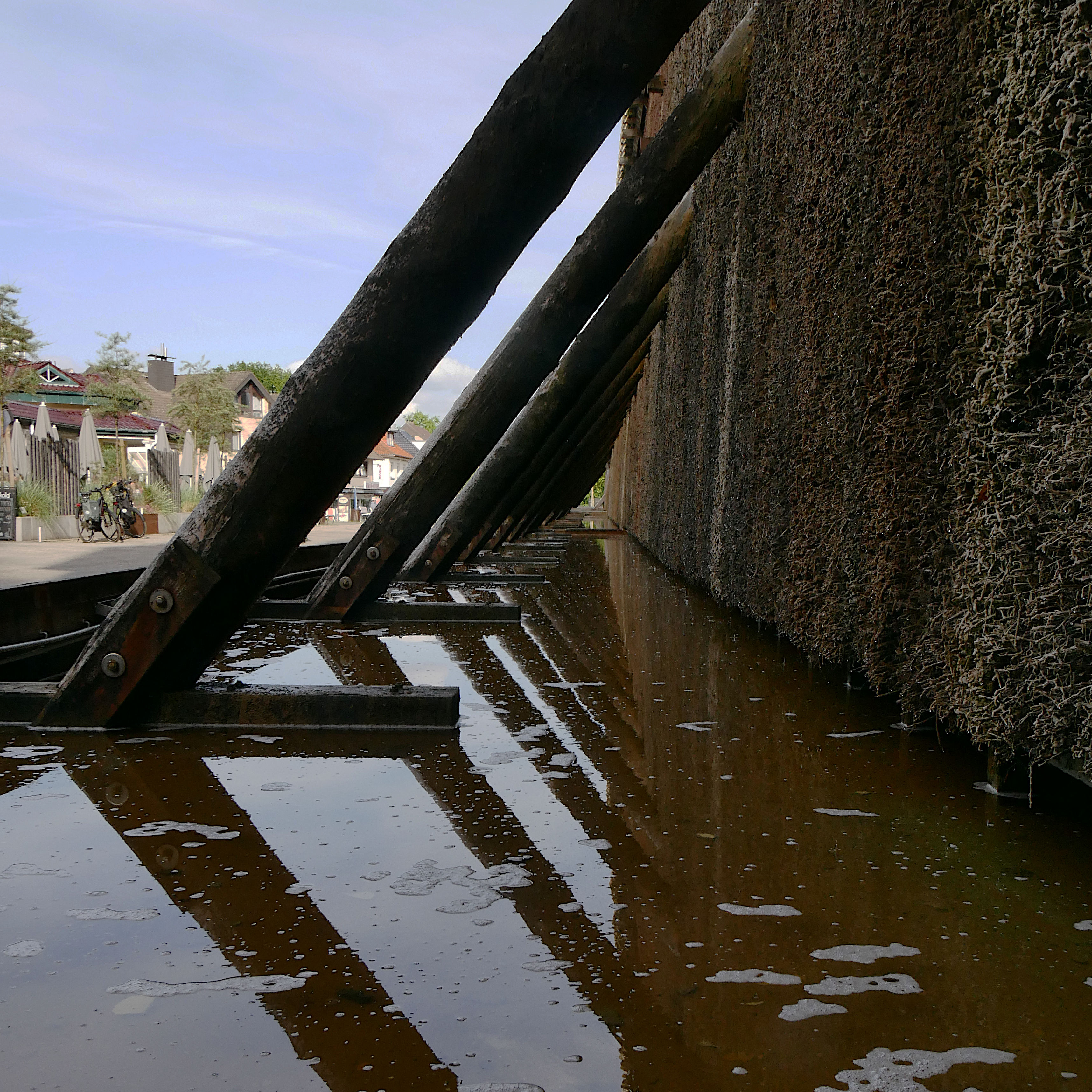
Unteres Becken am alten Gradierwerk

Der Ort wurde am 22. September 1724 auf einem Gedenkstein an der alten Salzquelle im Kurgarten erwähnt. Hierbei handelt es sich nicht um eine Ortsgründung, sondern um die Voraussetzung dafür. Aus der Entdeckung der Quelle entwickelten sich ein Salzwerk, eine Ansiedlung, eine Bauerschaft, dann eine Landgemeinde und schließlich ein Heilbad und ein Kurort. Die Quelle wurde durch Johann Christian Märcker im Auftrag des Fürstbischofs von Osnabrück, Ernst August II., entdeckt. Von 1725 bis 1726 wurde das erste Siedehaus errichtet und mit der Salzsiedung begonnen. Das alte Gradierwerk wurde von 1773 bis 1774 unter der Leitung des Salzinspektors Lüttich gebaut und in Betrieb genommen.
Rothenfelde stand 1811 unter französischer Herrschaft, in diese Zeit fällt auch der erste nachweisliche Heilerfolg durch Solebäder. Das neue Gradierwerk wurde von 1818 bis 1822 unter Leitung des Salinendirektors Schloenbach aufgebaut. Die Bürgerschaft des Ortes ermöglichte von 1852 die Gründung einer „Badehaus AG“ und die Einrichtung eines Badehauses mit 15 Badewannen. Das erste Kurkonzert wurde 1860 von neun böhmischen Musikanten gegeben. Die Rothenfelder Solbad & Salinen AG wurde 1872 von Heinrich Schüchtermann, Albert Lohmann, Friedrich Vohwinkel und weiteren Kaufleuten gegründet; sie übernahm aus preußischem Besitz die Saline und legte den Kurgarten an. Die Rothenfelder Familienschule wurde 1891 gegründet und ab 1897 als Privatschule fortgeführt. Eine neue Salzquelle wurde 1894 erbohrt. Dem Ort wurde 1905 die Bezeichnung Bad verliehen, und 1909 wurde das Bade- und Kurmittelhaus eröffnet.
Das Knappschaftssanatorium Weidtmanshof wurde 1918 gebaut; 1926 erbohrte man den Weidtmanssprudel. Die Erbohrung des Wittekindsprudels wurde von 1930 bis 1931 vorgenommen. Ein Solefreibad wurde 1933 gebaut, und von 1934 bis 1935 wurde das Kurhaus wieder aufgebaut und erweitert. Die Rothenfelder Privatschule wurde 1940 auf behördliche Anordnung geschlossen. Der Ort blieb im Krieg von Zerstörungen verschont. Bei Kriegsende befanden sich 10 Teillazarette mit etwa 800 Verwundeten im Ort. Nach dem Zweiten Weltkrieg wurde 1950 nach britischer Besatzung der Kurbetrieb wieder aufgenommen.
In den 1950er Jahren entstand mit der „Helferner Esch“ das erste größere neue Baugebiet. Die bis dahin landwirtschaftlich genutzte Fläche des Allgemeinen Klosterfonds Hannover wurde an Bauwillige als Erbbaurecht abgegeben. Man beschloss, dass die neue Siedlung eine Art „Gartenstadtcharakter“ haben sollte: Die Grundstücksflächen waren relativ groß zugeschnitten und es wurde Wert darauf gelegt, dass großzügige Vorgärten entstanden. Es sollte mit einer eigenen Anpflanzung eine „Durchgrünung“ der Siedlung entstehen. Die ersten Siedlungshäuser, die hier mit staatlicher Wohnungsförderung entstanden, wiesen somit eine Art Normcharakter auf, wodurch das bis dahin vorrangig durch Bäderarchitektur geprägt Ortsbild verändert wurde. Im Laufe der Zeit wuchs der Bedarf an weiterem Wohnraum im Ort stetig, sodass dieser typische Baustil verschwand und einige Bauvorhaben zu einem Reihenhauscharakter zusammenwachsen ließ.
1965 wurde Bad Rothenfelde als staatliches Heilbad anerkannt. Die Salzsiederei wurde 1969 aus wirtschaftlichen Gründen eingestellt. Das Bad wurde kommunalisiert und die Kurverwaltung GmbH gegründet. Träger waren die Gemeinde und der Landkreis; dabei wurden alle Kureinrichtungen der ehemaligen Aktiengesellschaft übernommen. Das Kurhaus, der Kurpark am neuen Gradierwerk und der Brunnenplatz wurden von 1971 bis 1973 erweitert und erneuert. Die Schornsteine im Salinenhof hinter dem Kurmittelhaus wurden 1972 abgebrochen. Nach einem Großbrand wurde das Kurhaus noch einmal renoviert und erweitert. Nach der Aufhebung der Straße am Badehaus wurden die umgestalteten Kuranlagen zusammengeführt. Die Gemeinde wurde 1983 alleinige Trägerin der Kurverwaltung GmbH; im selben Jahr wurde nach umfassender Sanierung das Sole-Freibad wieder in Betrieb genommen. Das Dr.-Bauer-Heimatmuseum wurde 1986 als Stiftung von der Gemeinde übernommen.
Das alte Gradierwerk brach 1989 teilweise in sich zusammen und wurde danach vollkommen abgerissen. Der dann folgende Neuaufbau kostete 1,73 Millionen Euro. Das neue, deutlich verkürzt errichtete alte Gradierwerk wurde 1996 eingeweiht. Das Kurhaus und die Kursporthalle wurden 1997 privatisiert. Der Rosengarten am neuen Gradierwerk wurde 1999 angelegt. Eine Generalsanierung des neuen Gradierwerkes wurde 2002 in drei Bauabschnitten in Angriff genommen und 2004 beendet. Eine Salzgrotte wurde 2005 im Kurmittelhaus eröffnet; im selben Jahr wurde das 100-jährige Bad-Jubiläum gefeiert. Das Hallen-Sole-Wellenbad wurde Ende 2010 geschlossen und 2011 abgerissen. Die neue Therme wurde im Juli 2013 eröffnet und verfügt, neben ca. 800 m² Wasserfläche im Innen- und Außenbereich, über mehrere Saunabereiche.
Von 1975 bis 2004 gab es in Bad Rothenfelde einen Vogelpark.

### Ortsname, Herkunft
Alte Bezeichnungen: 1512 Rodenfelde, 1723 Rahfelde, 1724 Rodenfelde, 1772 Rotenfelde, 1811 Rothenfelde, 1821 Rotenfelde, 1905 Bad Rothenfelde.
Rothenfelde – oder niederdeutsch „auf dem roten Felde“ könnte auf die Bodenfärbung hindeuten.

### Eingemeindungen
Am 1. April 1974 gab es einen Gebietsaustausch zwischen der Gemeinde Bad Rothenfelde und der Stadt Dissen, bei dem Bad Rothenfelde fast 600 Einwohner hinzugewann und etwa 100 Einwohner abtrat.

### Einwohnerentwicklung

Bevölkerungsentwicklung seit 1987

Die folgende Übersicht zeigt die Einwohnerzahlen der Gemeinde Bad Rothenfelde im jeweiligen Gebietsstand und jeweils am 31. Dezember.
Bei den Zahlen handelt es sich um Fortschreibungen des Landesbetriebs für Statistik und Kommunikationstechnologie Niedersachsen auf der Basis der Volkszählung vom 25. Mai 1987.
Bei den Angaben aus den Jahren 1961 (6. Juni) und 1970 (27. Mai) handelt es sich um die jeweiligen Volkszählungsergebnisse in den Grenzen ab 1974.
Bei der Angabe des Jahres 2024 handelt es sich um den Wert des Zensus 2022.
| Jahr | Einwohner |
| ---- | --------- |
| 1961 | 4827      |
| 1970 | 5404      |
| 1987 | 5839      |
| 1990 | 6107      |
| 1995 | 6236      |
| 2000 | 6901      |
| 2005 | 7299      |
| 2010 | 7443      |
| 2011 | 7531      |
| 2013 | 7554      |
| 2017 | 8220      |
| 2018 | 8317      |
| 2021 | 8833      |
| 2024 | 8574      |

## Politik

### Gemeinderat
Der Gemeinderat der Gemeinde Bad Rothenfelde besteht aus 20 Ratsfrauen und Ratsherren. Dies ist die festgelegte Anzahl für eine Gemeinde mit einer Einwohnerzahl zwischen 7.001 und 8.000 Einwohnern. Die 20 Ratsmitglieder werden durch eine Kommunalwahl für jeweils fünf Jahre gewählt. Die aktuelle Amtszeit begann am 1. November 2021 und endete am 31. Oktober 2026.
Stimmberechtigt im Rat der Gemeinde ist außerdem der hauptamtliche Bürgermeister Klaus Rehkämper (CDU).
Die folgende Tabelle zeigt die Kommunalwahlergebnisse seit 1996.
| 2021 | 40,0 | 8  | 24,9 | 5 | 19,6 | 4 | 9,6  | 2 | 4,5 | 1 | —    | — | 1,3 | 0 | 100 | 20 | 51,7 |
| 2016 | 45,4 | 9  | 26,7 | 5 | 18,7 | 4 | 6,7  | 1 | —   | — | —    | — | 2,6 | 1 | 100 | 20 | 52,5 |
| 2011 | 49,3 | 10 | 28,9 | 6 | 16,5 | 3 | 5,4  | 1 | —   | — | —    | — | —   | — | 100 | 20 | 49,7 |
| 2006 | 52,7 | 11 | 29,8 | 6 | 5,0  | 1 | 12,4 | 2 | —   | — | —    | — | —   | — | 100 | 20 | 52,0 |
| 2001 | 44,2 | 9  | 38,0 | 7 | 4,1  | 0 | 5,7  | 1 | —   | — | 7,9  | 1 | —   | — | 100 | 18 | 54,7 |
| 1996 | 32,3 | 7  | 35,7 | 7 | 6,2  | 1 | 3,9  | 0 | —   | — | 21,0 | 4 | 1,0 | 0 | 100 | 19 | 66,1 |
| Prozentanteile gerundet. Quellen: Landesbetrieb für Statistik und Kommunikationstechnologie Niedersachsen, Landkreis Osnabrück. Bei unterschiedlichen Angaben in den genannten Quellen wurden die Daten des Landesbetrieb für Statistik und Kommunikationstechnologie verwendet, da diese eine insgesamt höhere Plausibilität aufweisen. 1 Unabhängige Bad Rothenfelder Bürger |      |    |      |   |      |   |      |   |     |   |      |   |     |   |     |    |      |

### Bürgermeister

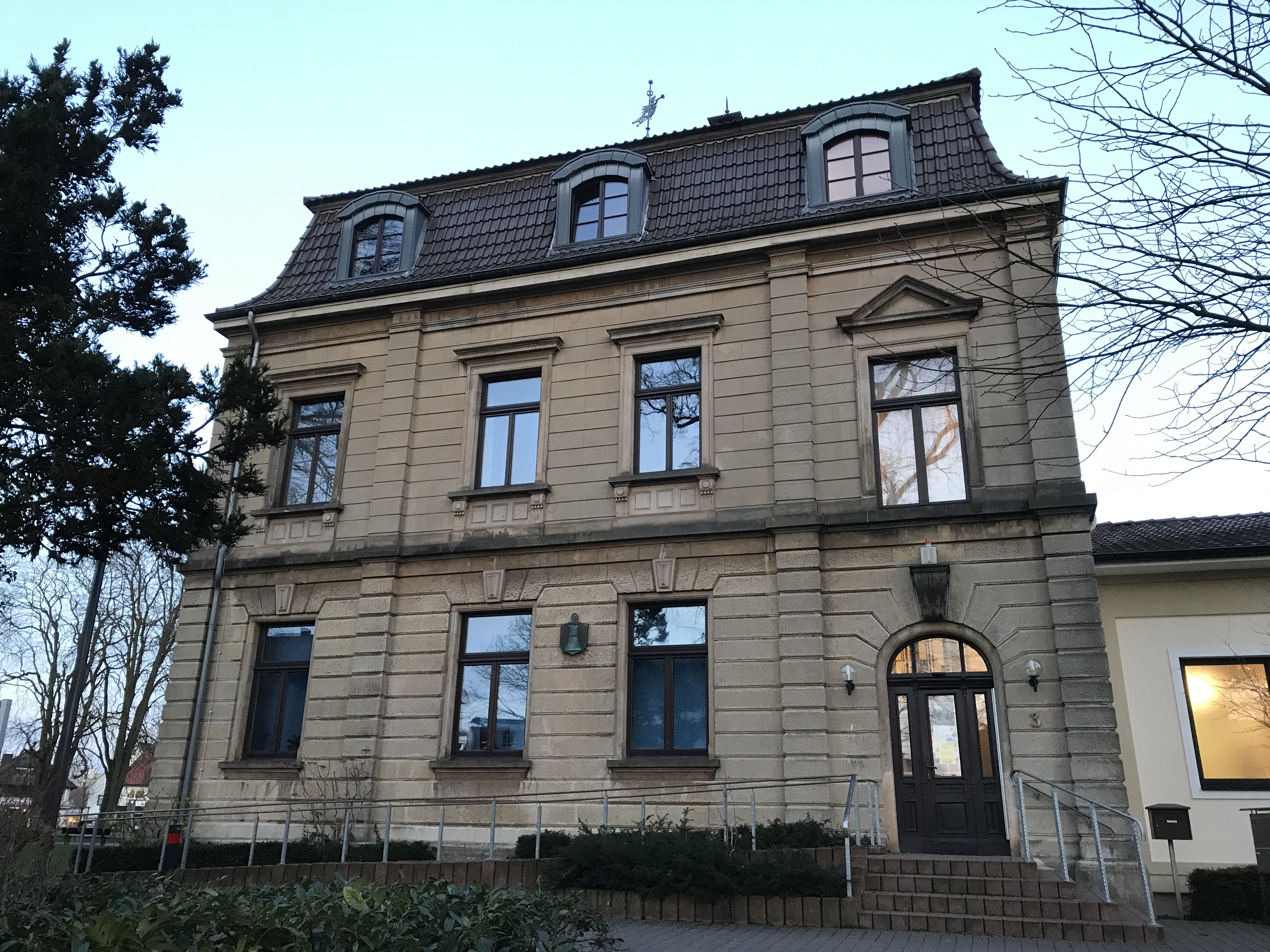
Gemeindeverwaltung Bad Rothenfelde

Hauptamtlicher Bürgermeister der Gemeinde Bad Rothenfelde ist Klaus Rehkämper (CDU). Er ist seit 1995 Hauptverwaltungsbeamter von Bad Rothenfelde, zunächst als Gemeindedirektor, dann als Bürgermeister. Bei der Bürgermeisterwahl am 25. Mai 2014 wurde er als Amtsinhaber mit 64,1 Prozent der Stimmen wiedergewählt. Sein Gegenkandidat Marco Neisen (unabhängig) erhielt 35,9 Prozent. Die Wahlbeteiligung lag bei 56,2 Prozent.
Bei der Bürgermeisterwahl 2021 wurde Rehkämper mit 62,15 Prozent der Stimmen gegen Ingo Stucke (SPD) im Amt bestätigt. Die Wahlbeteiligung lag bei 51,62 Prozent.

### Wappen
Das Wappen der Gemeinde Bad Rothenfelde zeigt die Stirnwand der Gradierwerke und darüber das stehende Osnabrücker Rad.

### Flagge
Die Flagge der Gemeinde zeigt die Stirnwand der Gradierwerke und darüber das stehende Osnabrücker Rad auf weiß und rotem Untergrund.

### Städtepartnerschaften
Partnergemeinde von Bad Rothenfelde ist Avereest, Gemeinde Hardenberg (Overijssel),  in den Niederlanden.

## Religion
Seit der Reformation ist die Bevölkerung von Bad Rothenfelde überwiegend der evangelischen Konfession angehörig.
Evangelische Kirche: 46,0 %, Katholische Kirche: 26,8 %, sonstige (inkl. Konfessionslos): 27,2 %

## Kultur und Sehenswürdigkeiten

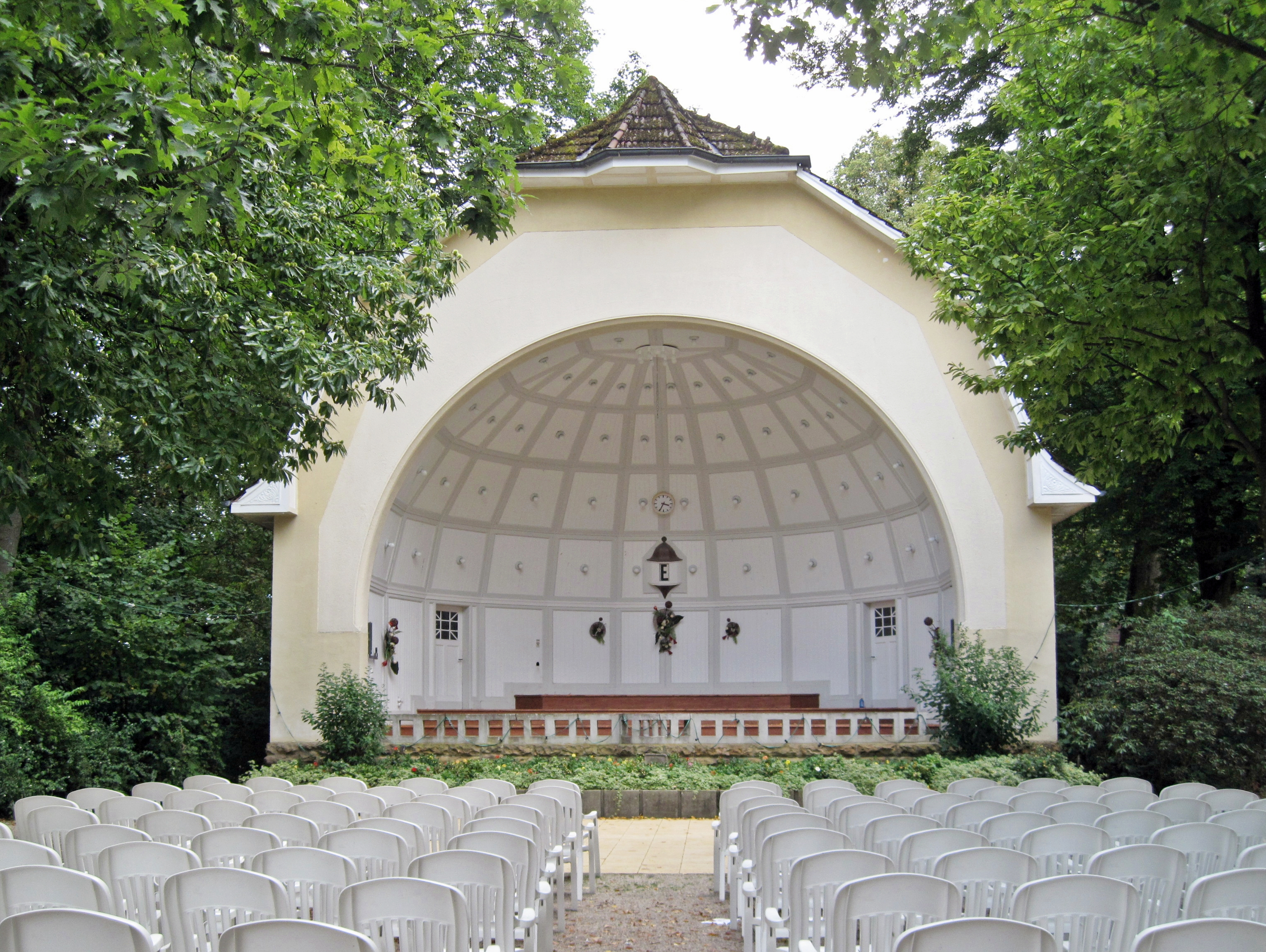
Konzertmuschel im Konzertgarten

### Museen
In einem kleinen Heimatmuseum werden Hausrat aus vergangenen Zeiten, alte Münzen, Schriften und Bilder gezeigt.
Von 1975 bis in die 1990er Jahre gab es das Automuseum Bad Rothenfelde, das Autos und andere technische Dinge ausstellte.

### Musik
Konzertgarten, Jazz-Club Dissen-Bad Rothenfelde, Haus des Gastes

### Parks

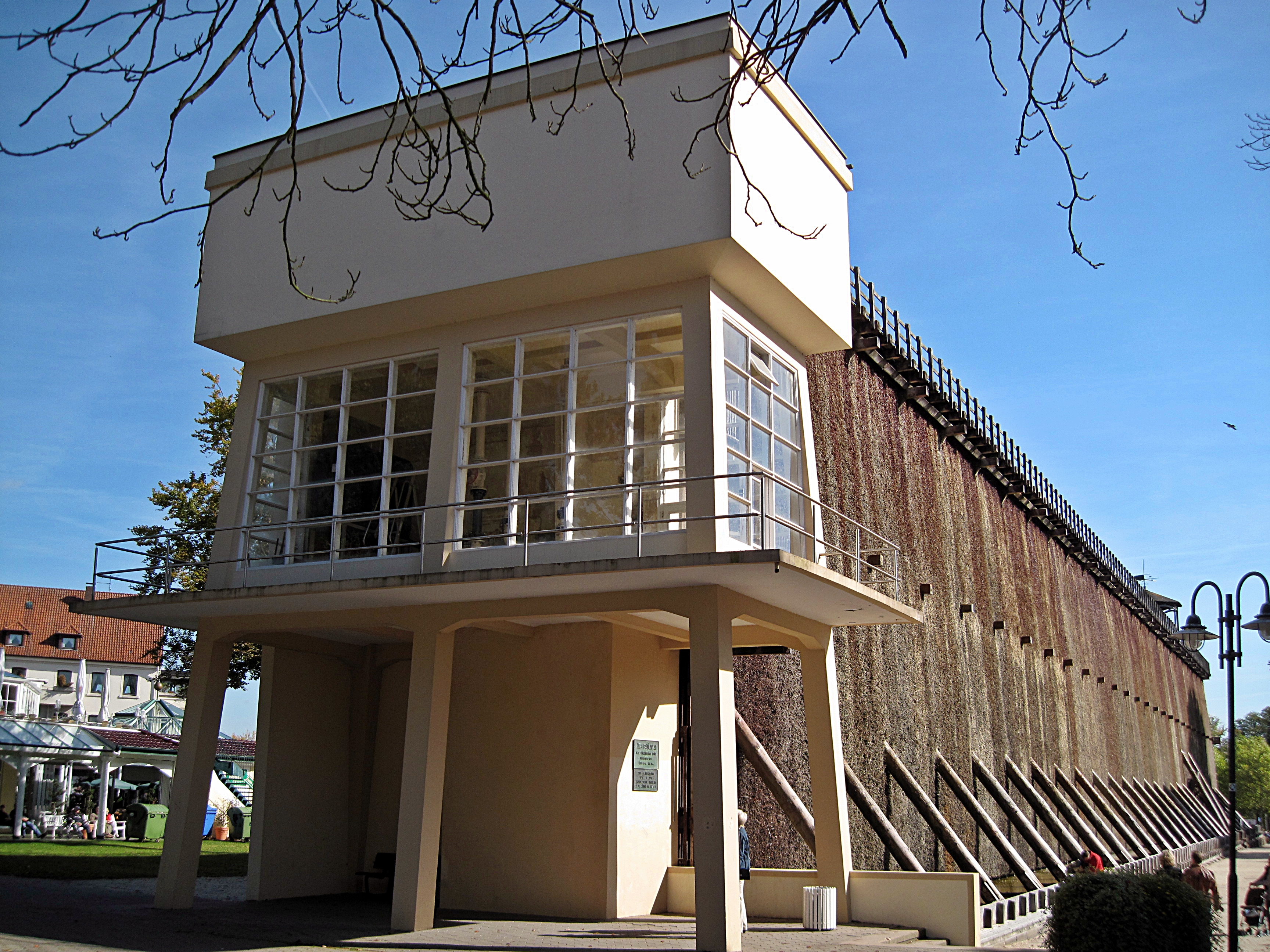
Sole-Hochbehälter, dahinter das Alte Gradierwerk

Der Ort hat einen etwa 18 Hektar großen Kurpark mit zwei Gradierwerken und drei Teichen.
1725 wurde für die Saline Rothenfelde das erste Gradierwerk errichtet. 1824 folgte das zweite, mit seiner Länge von 412 Metern. Dieses Gradierwerk hat keine seitlichen Streben und ist somit das größte stützenfreie in Westeuropa. Im Jahre 2008 wurde auf dem „Neuen Gradierwerk“ die Rekonstruktion einer Windkunst errichtet, einer Kokerwindmühle, mit der früher die Sole auf das Gradierwerk gepumpt wurde.
Seit 1999 existiert auch ein Rosengarten mit etwa 3000 Rosen.

### Sport
- Der TuS Bad Rothenfelde bietet die Sportarten Aerobic, Badminton, Gymnastik, Jazzdance, Psychomotorik, Sportabzeichen, Nordic Walking, Schwimmen, Tischtennis, Turnen und Volleyball an.
- SV Bad Rothenfelde: Fußball, Landesliga Weser-Ems
- Tennisclub Bad Rothenfelde e. V. mit Basketballabteilung
- SSG Bad Rothenfelde: Schießsport
- Sole-Freibad mit Sportbecken 50,0 × 18,0 m, Nichtschwimmerbecken 17,5 × 12,5 m, Wasserrutsche mit eigenem Becken 37,0 m lang
- Sole-Hallenbad (Salztherme)

### Kino
Das Kino Kurlichtspiele mit 228 Plätzen bestand seit den 1950er Jahren. Es wurde am 17. Mai 2023 geschlossen.

### Regelmäßige Veranstaltungen
- Salzmarkt (ab Fronleichnam)

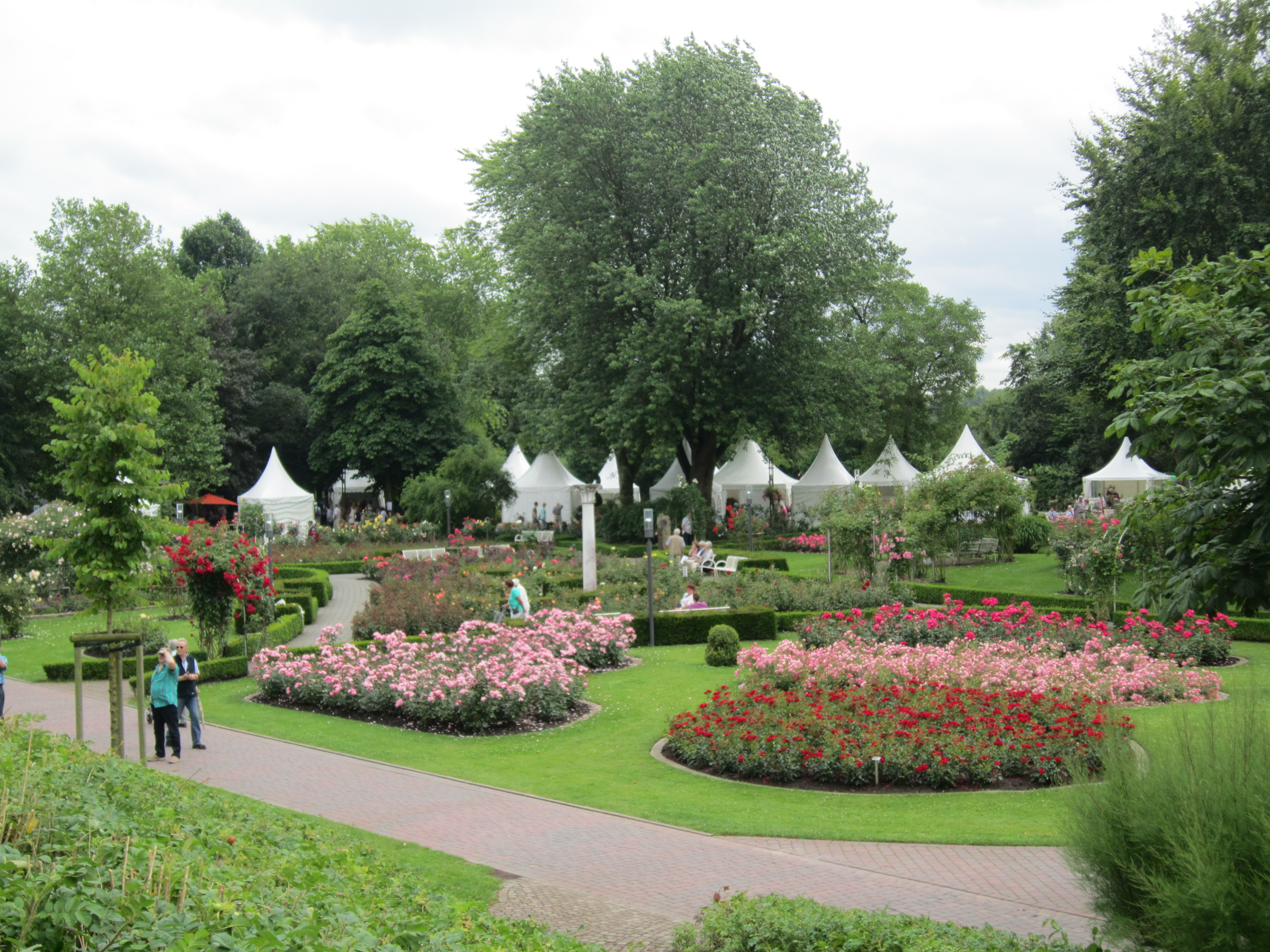
Trödelmarkt „Rosenzeit“ beim Rosengarten

- Nikolaus- und Weihnachtsmarkt (zweiter Advent)
- Quellenfest (vorletztes Wochenende im September)
- Heimatfest (drittes Wochenende im August)
- Reblaus (Weinfest) (Juli)
- Rosenzeit (Juli)
- Bad Rothenfelder Literaturtage (September)
- Mini-Olympiade am Teutoburger Wald (Mai)

Lichtsicht
Seit 2007 findet in Bad Rothenfelde die Projektions-Triennale „Lichtsicht“ statt. Dabei nutzen Lichtkünstler in der Dunkelheit die Längsseiten des Neuen und des Alten Gradierwerks, aber auch Springbrunnen als Flächen für diverse Lichtinstallationen.

### Ansichten

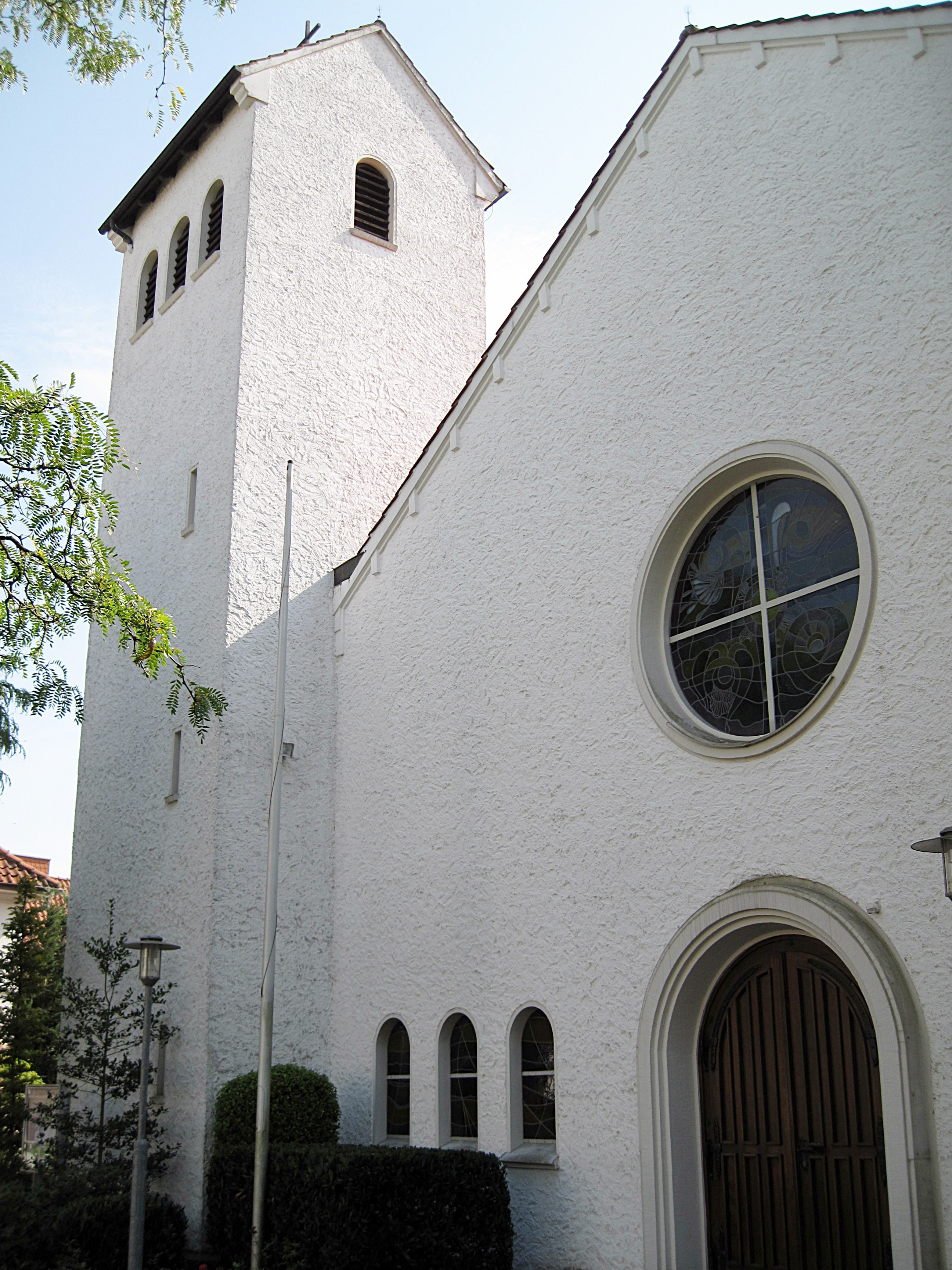
Katholische Kirche St. Elisabeth
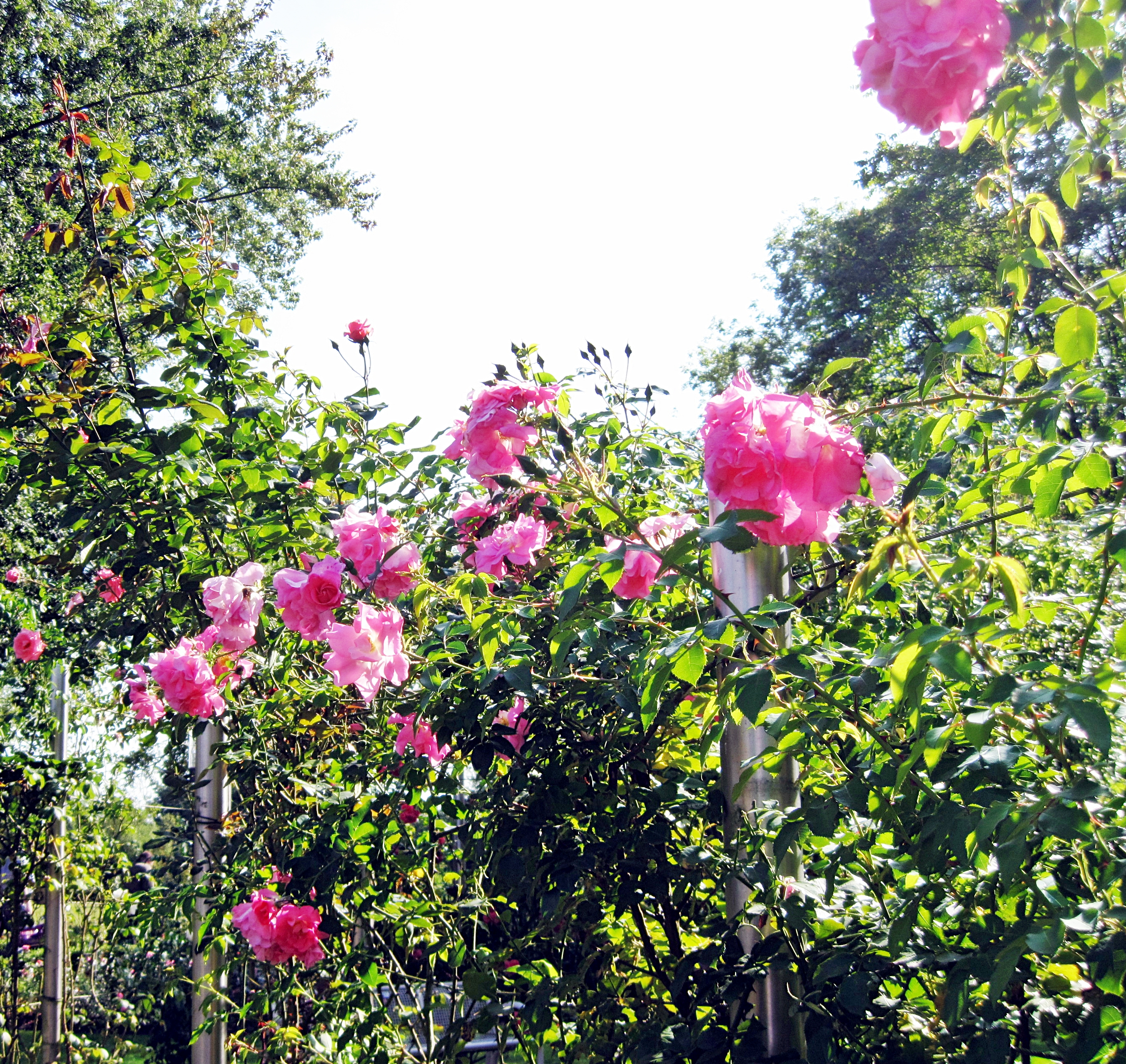
Rosengarten
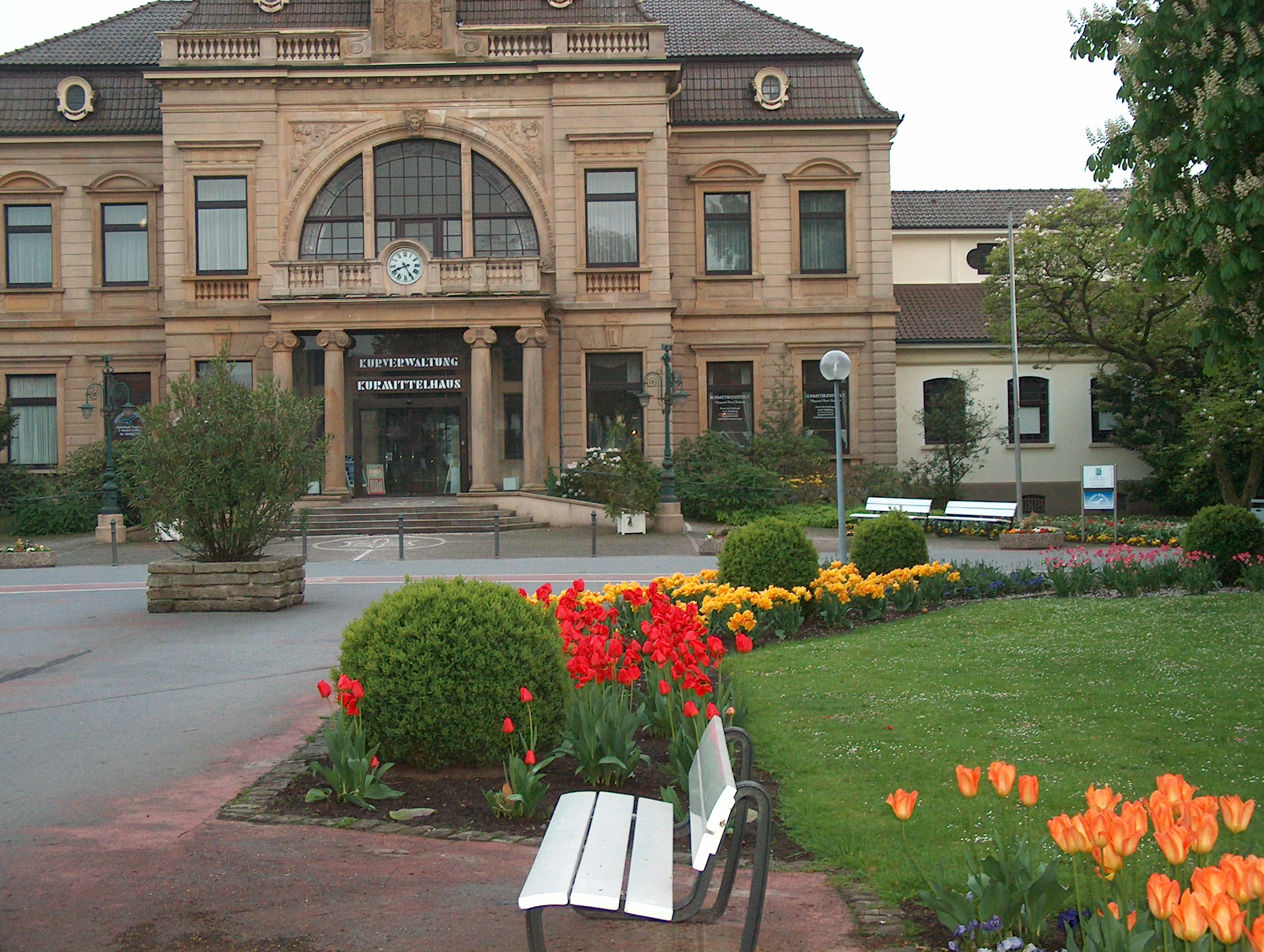
Kurmittelhaus
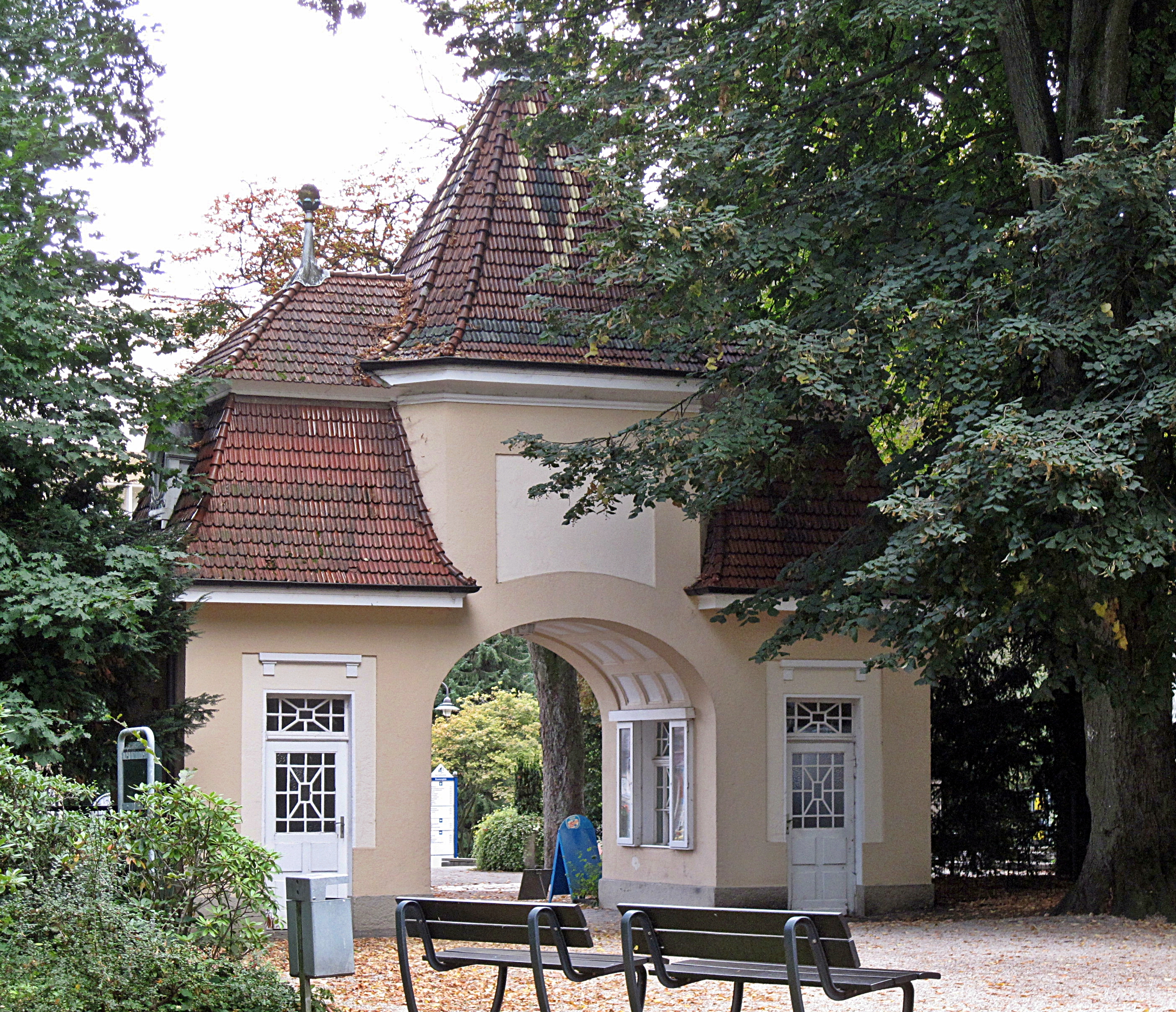
Ausgang Konzertgarten
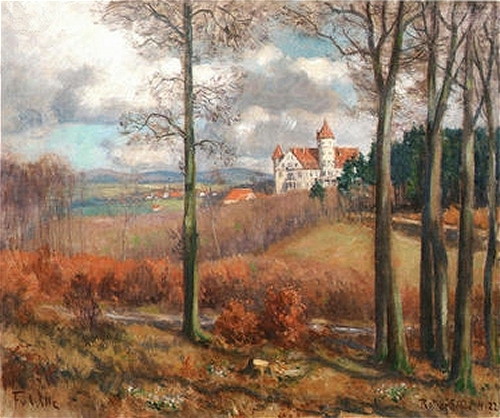
Fritz von Wille, historische Ansicht des Weidtmanshofes

## Wirtschaft und Infrastruktur
Bad Rothenfeldes Bevölkerung verfügt, gemäß Kaufkraftindex der GfK Deutschland, über eine überdurchschnittliche Kaufkraft. Grund hierfür ist unter anderem, dass Bad Rothenfelde eine bevorzugte und teure Wohnlage für Pendler aus dem nahen Umfeld und Senioren ist. Bad Rothenfelde umfasst Wohngebiete mit Villenbebauung und einige Seniorenanlagen.

### Kliniken
Bad Rothenfelde hat mehrere Kliniken von überörtlicher Bedeutung. 2002 hatte die Gemeinde etwa 1080 klinische Mitarbeiter und etwa 125 Ärzte und 20 Diplom-Psychologen.

#### Klinik Teutoburger Wald
Die Klinik ist eine Einrichtung der Deutschen Rentenversicherung Braunschweig-Hannover. Sie wurde 1955 als eines der ersten deutschen Sanatorien zur Rehabilitation nach Herzinfarkten eröffnet. Neben Herz-Kreislauf-Erkrankungen werden Stoffwechselerkrankungen, Atemwegserkrankungen sowie Begleiterkrankungen behandelt.

#### Klinik Münsterland
Träger der Klinik ist die Deutsche Rentenversicherung Westfalen. Es handelt sich um eine orthopädisch-rheumatologische Rehabilitationsklinik, auch für Anschlussrehabilitation nach Aufenthalten im Akutkrankenhaus. Das Haus verfügt über 195 Einzelzimmer, davon 20 behindertengerecht. Zusammen mit der Klinik Teutoburger Wald bildet sie das RehaKlinikum Bad Rothenfelde.

#### Schüchtermann-Klinik

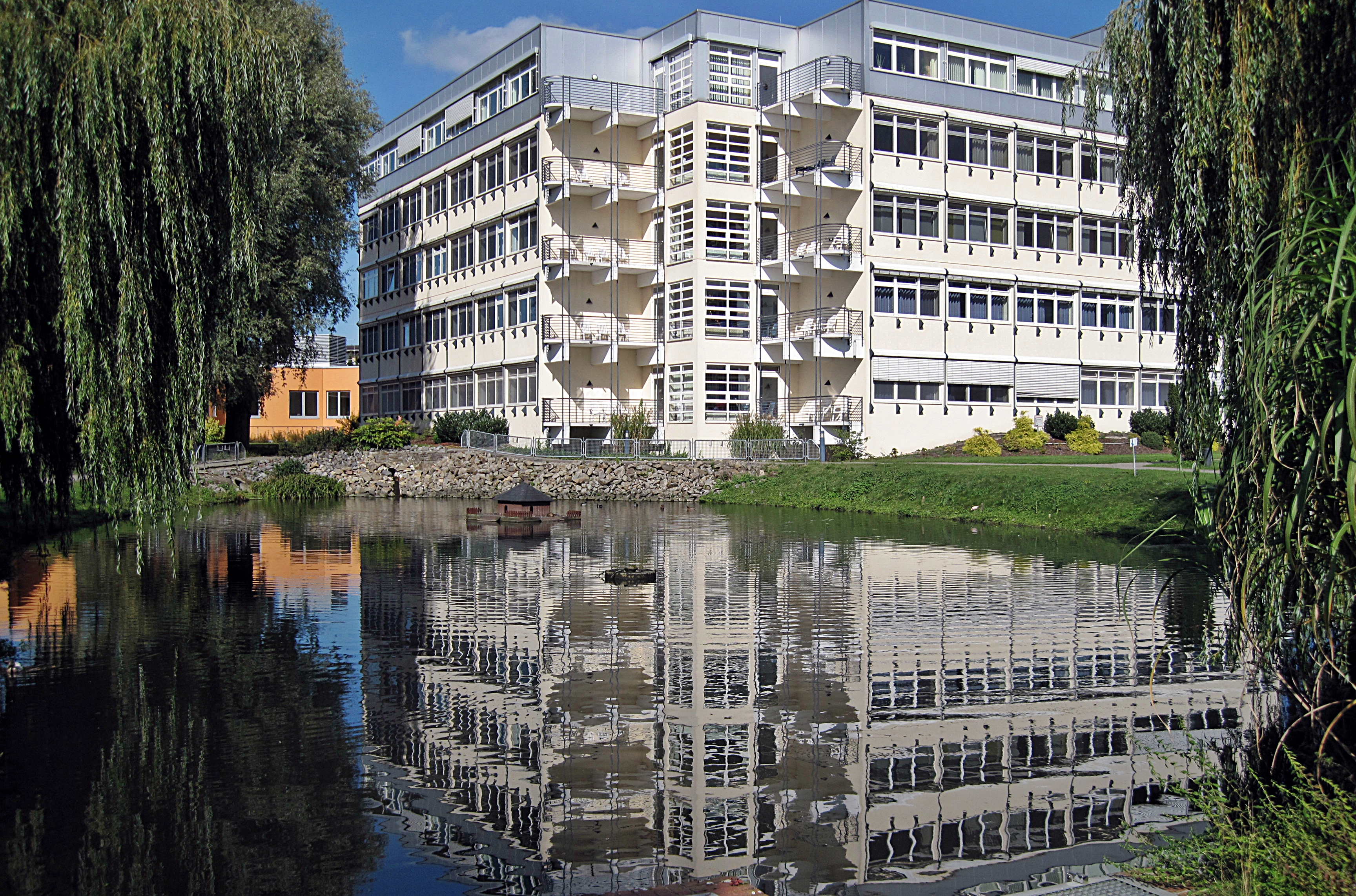
Herzzentrum Schüchtermannklinik

Die Schüchtermann-Klinik wurde 1973 eröffnet. Die kardiologische Klinik trägt den Namen des Dortmunder Unternehmers Heinrich Schüchtermann, der 1872 zu den Mitbegründern der Rothenfelder Solbad und Salinen AG gehörte. Die Klinik, die der Schüchtermann-Schiller'schen Familienstiftung gehört, ist eines der leistungsfähigsten Herzzentren Deutschlands. An der Klinik wurden zwischen 1977 und 2009 mehr als 92.500 Herzkatheteruntersuchungen sowie zwischen 1993 und 2009 mehr als 39.000 Herzoperationen mit Herz-Lungen-Maschine vorgenommen. Dem Namensgeber setzte Bad Rothenfelde ein Denkmal im Kurpark. Im Oktober 1998 stattete der Herzchirurg und Pionier der Herztransplantation, Christiaan Barnard (1922–2001), der Klinik einen Besuch ab.

#### Parkkliniken
Die Parkklinik Bad Rothenfelde ist eine Fachklinik für Orthopädie und Unfallchirurgie, Rheumatologie, Anschlussheilbehandlungen (AHB), Interdisziplinäre Schmerztherapie, Psychosomatik und Psychotherapie sowie Innere Begleiterkrankungen. Die Parkklinik I mit der orthopädischen Fachabteilung wurde 1986 eröffnet. Die psychosomatische Abteilung wurde im Jahr 1996 in den neuen Gebäuden der Parkklinik II eröffnet. Die Parkklinik Bad Rothenfelde verfügt im Jahr 2012 über insgesamt 295 Betten.

#### Klinik im Kurpark

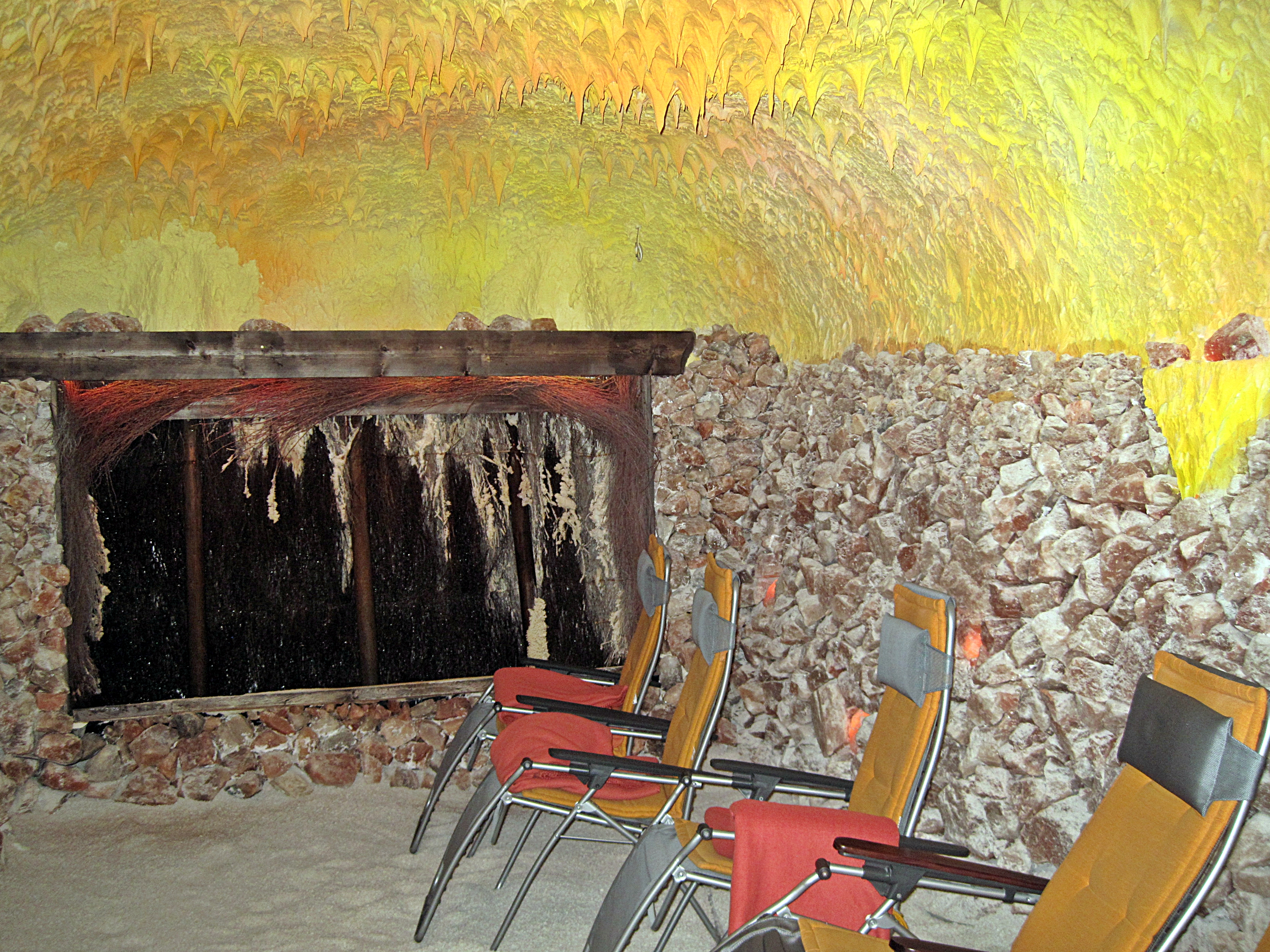
Salzgrotte

In der 1996 eröffneten Klinik im Kurpark werden Erkrankungen des Bewegungs- und Stützapparats, psychovegetative Erschöpfungszustände sowie Atemwegs- und Herz-Kreislauf-Erkrankungen behandelt.

#### Johann-Wilhelm-Ritter-Klinik
Die Klinik trägt den Namen des Physikers und Philosophen Johann Wilhelm Ritter (1776–1810). Sie ist eine Akut-, Anschlussheilbehandlungs- und Rehabilitationsklinik für Haut- und Allergieerkrankungen. Die 1986 gegründete Klinik hat ihren Sitz in dem seit 1917 bestehenden Gebäude des ehemaligen Oldenburger Kinderkurheims.

#### Augenklinik Dr. Georg

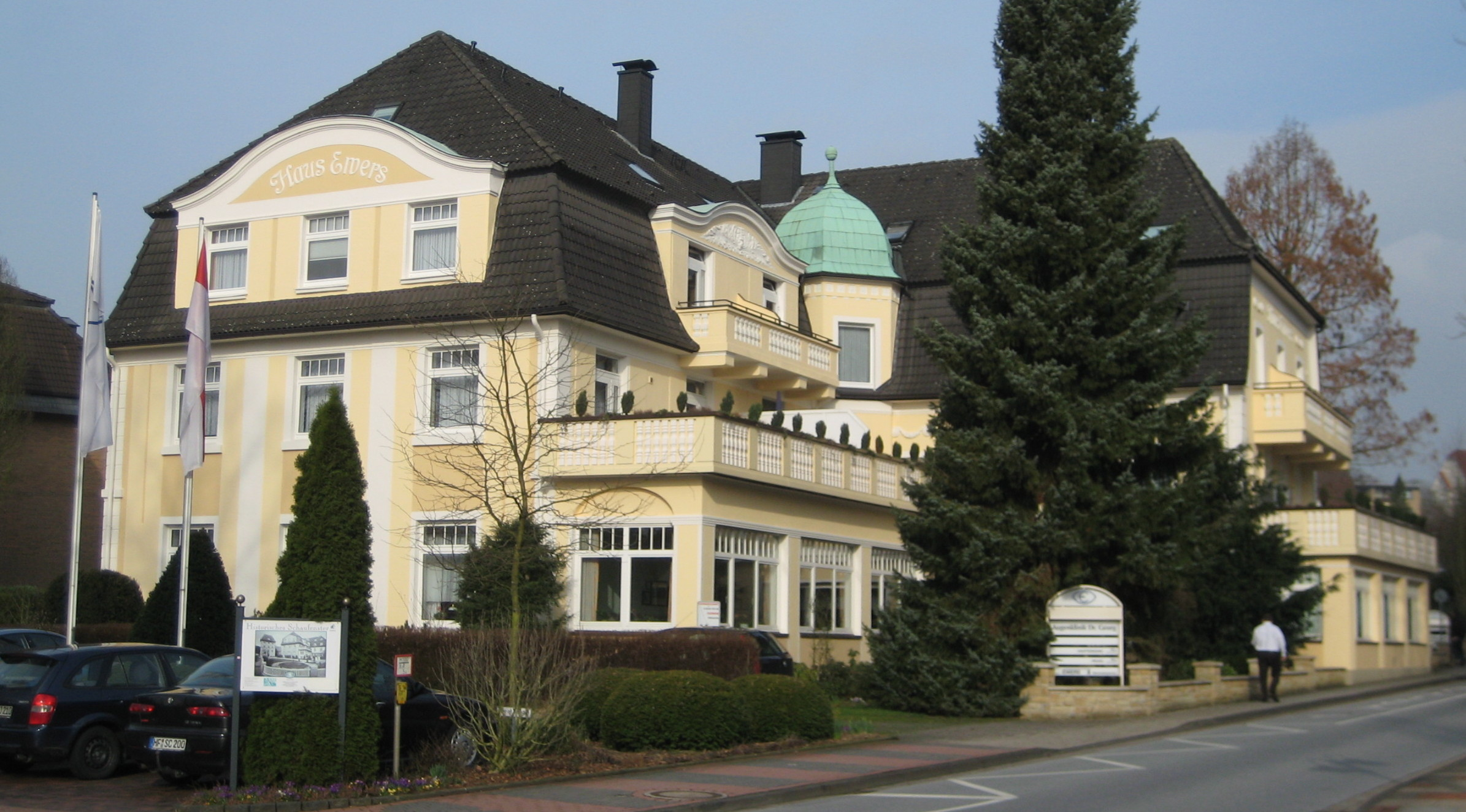
Haus Ewers aus dem Jahr 1905, Sitz der Augenklinik Dr. Georg

Die private Augenklinik Dr. Georg wurde 1960 in Bad Rothenfelde von dem Arzt Fritz Georg gegründet. Sie hat ihren Sitz in dem 1905 gebauten Haus Ewers, das im Laufe seiner Geschichte als Reservelazarett und Hotelpension diente. In der Klinik werden Augenoperationen stationär und ambulant vorgenommen sowie Vor- und Nachsorgeuntersuchungen durchgeführt.

### Tourismus
In Bad Rothenfelde gibt es seit April 2000 einen Fünf-Sterne-Campingplatz mit Fitness-, Sauna- und Physiotherapieangeboten unter dem Namen Campotel. Des Weiteren verfügt der Ort über zahlreiche Hotels und Pensionen.

### Ansässige Unternehmen
- Heristo AG (Nahrungsmittelindustrie)
- Apotal.de Versandhandelsapotheke (betrieben von der Bad Apotheke, Bad Rothenfelde). Übernahme durch die DocMorris AG im Juni 2020.

### Verkehr
Bad Rothenfelde ist über den Niedersachsenring an der Anschlussstelle Dissen/Bad Rothenfelde der Bundesautobahn A 33 an das Fernstraßennetz angebunden.
Der Bahnhof Dissen-Bad Rothenfelde liegt an der Bahnstrecke Brackwede–Osnabrück (KBS 402), auf der im Stundentakt die Regionalbahn „Haller Willem“ RB 75 verkehrt. Durchgeführt wird der Schienenpersonennahverkehr von der NordWestBahn, die Talent-Dieseltriebwagen einsetzt. Der Bahnhof gehört zum Tarifverbund Westfalentarif, nach Osnabrück gilt der VOSplus-Tarif.
Im Straßenpersonennahverkehr verkehren Regionalbusse nach Osnabrück, Münster, Bad Iburg und seit dem 21. August 2008 auch nach Versmold. Es gibt in regelmäßigem Taktverkehr Buslinien von Bad Rothenfelde nach Osnabrück auf zwei Routen: eine über Bad Laer, Bad Iburg und eine weitere über Dissen, Hilter. Ferner gibt es eine Busanbindung von Bad Rothenfelde, ZOB (im Ortskern) von und zu den Zügen am Bahnhof Dissen-Bad Rothenfelde.

### Bildungseinrichtungen
- Grundschule
- Gemeindebücherei
- Außenstelle der Volkshochschule Osnabrück
- Regionalstelle der Kreismusikschule Osnabrück

## Persönlichkeiten

### Söhne und Töchter der Gemeinde
Folgende Persönlichkeiten wurden in Bad Rothenfelde geboren:
- Franz Bitter (1865–1924), Reichstagsabgeordneter (Zentrum), geboren in Aschendorf
- Oskar Simmersbach (1872–1918), Eisenhüttenkundler und Hochschullehrer
- Christian Oertel (1884–1945), Generaldirektor von Versicherungsunternehmen
- Hans-Jürgen Fip (* 1940), Politiker (SPD)
- Inge Utzt (* 1944), Politikerin (SPD)
- Hans Meiser (1946–2023), Fernsehmoderator
- Christa Röber (* 1946), Pädagogin
- Claus Sprick (* 1946), Richter am Bundesgerichtshof und am Europäischen Gerichtshof für Menschenrechte
- Burkhard Pauge (* 1949), Jurist, Richter am Bundesgerichtshof, im Bad Rothenfelder Ortsteil Strang geboren
- Cora Stephan (* 1951), Journalistin und Autorin
- Volker Wolff (* 1951), Wirtschaftsjournalist und Hochschullehrer
- Christine van den Heuvel (* 1952), Historikerin und Archivarin
- Werner Heinze (* 1955), Maler
- Eduard Mühle (* 1957), Historiker
- Gabriele Seifert (* 1959), Künstlerin
- Enak Ferlemann (* 1963), Politiker (CDU)
- Andreas Rüther (* 1963), Historiker, Hochschullehrer
- Heiner Kamp (* 1964), Politiker (FDP), im Bad Rothenfelder Ortsteil Strang geboren
- Joachim Jeska (* 1967), Pastor der Evangelisch-lutherischen Landeskirche Hannovers und Superintendent des Kirchenkreises Osnabrück

### Personen mit Bezug zum Ort
- Hermann Heinrich Grafe (1818–1869), Gründer der Freien evangelischen Gemeinde und Kirchenliederdichter
- Heinrich Schüchtermann (1830–1895), Unternehmer in Dortmund, Mitbegründer der Rothenfelder Saline AG
- Theodor Krieghoff (1879–1946), Komponist, Militärmusiker, Musiker der hiesigen Kurkapelle
- Albrecht Stalmann (1880–1967), Präsident der Klosterkammer in Hannover, hat sich um die Entwicklung des Wohngebiets „Helferner Esch“ verdient gemacht
- Walther Wenck (1900–1982), Offizier, General der Panzertruppe, lebte in Bad Rothenfelde
- Friedhelm Farthmann (1930–2024), deutscher Politiker, lebte in Bad Rothenfelde